# Фаттахов, Дамир Ильдусович
Дамир Ильдусович Фаттахов (тат. Дамир Ильдус улы Фәттахов; род. 11 октября 1979, Казань) — государственный деятель, с 19 июня 2025 года избран руководителем исполнительного комитета Бугульминского района.

## Биография
Дамир Фаттахов родился 11 октября 1979 года в Казани.
В 1997 году начал свою трудовую деятельность в органах внутренних дел РТ. В 2001 году возглавил отдел Культурного центра МВД РТ. Три года спустя стал руководителем сборной КВН «Четыре татарина».
Будучи сотрудником органов внутренних дел, в 2005 году баллотировался в Кировском районе в депутаты, в дальнейшем около года представлял в городской думе администрацию Кировского района.
С 2006 года в течение трех лет возглавлял Комитет по делам детей и молодежи исполкома Казани. В 2010 году занял пост главы администрации Кировского и Московского районов.
«Я трепетно отношусь к району, где прошло мое детство. Здесь живут отзывчивые и добрые люди. Я постараюсь сделать все, чтобы улучшить условия их проживания», — отметил свои задачи на новом посту Фаттахов.
За время своей работы в администрации района инициировал многочисленные проекты, в частности, реконструкцию Адмиралтейской слободы и обустройство территории Лебяжьего озера. Кроме того, приоритетом в работе Фаттахов называл ликвидацию аварийного жилья в районе.
В 2011 году Фаттахов окончил Московскую школу управления «Сколково», в 2013-м — Казанский (Приволжский) федеральный университет по специальности «финансы и кредит».
В 2015 году принял участие в соревнованиях по плаванию на 50 м вольным стилем в рамках чемпионата «Мастерс». «Большая честь для меня — представлять страну… Самое главное — тот азарт и интерес, который я приобрел к этому виде спорта (а я никогда не занимался плаванием)», — сказал тогда Дамир Фаттахов. В том же году стал президентом спортивной федерации по прыжкам в воду в Татарстане.
В 2016 году покинул администрацию Кировского и Московского районов Казани и стал первым заместителем руководителя исполкома, курирующим вопросы социальной сферы и гражданской защиты. Тогда в Instagram’е Фаттахов разместил фотографию здания администрации и опубликовал трогательный пост: «Не удержался, заехал. Семь лет, которые сделали меня другим человеком. Родная администрация, куда приезжал чаще, чем домой… Это не забыть, это навсегда часть меня. Спасибо».
На новом посту Фаттахов запомнился, тем что успешно реализовывал благотворительный проект «Добрая Казань», организовывал в Казани фестиваль «Добрая волна».
За время своей работы Фаттахов получил награды. Среди них — нагрудный знак «За отличную службу в МВД», благодарственное письмо Президента Республики Татарстан Минтимера Шаймиева, Благодарность мэра Казани Ильсура Метшина, медаль Министерства обороны Российской Федерации «За укрепление боевого содружества», медаль «За доблестный труд», Почетная грамота Казани.
Владеет английским языком. Женат, воспитывает троих детей.